# Niphanda
Niphanda is een geslacht van vlinders van de familie Lycaenidae, uit de onderfamilie Polyommatinae.

## Soorten
- N. asialis (De Nicéville, 1895)
- N. cymbia De Nicéville, 1884
- N. dispar Fruhstorfer
- N. fusca (Bremer & Grey, 1853)
- N. lasurea (Graeser, 1888)
- N. plinioides Moore, 1883
- N. reter Druce, 1895
- N. stubbsi Howarth, 1956
- N. tessellata Moore, 1874
- N. tituria Fruhstorfer, 1919